# Kabinet-Arron I
Het kabinet-Arron I was een Surinaams kabinet onder leiding van premier Henck Arron (NPS). Het kabinet regeerde van 24 december 1973 tot en met 31 oktober 1977 en volgde op de verkiezingen van 19 november 1973. In deze periode was Johan Ferrier de laatste gouverneur en de eerste president van Suriname. Suriname werd op 25 november 1975 onafhankelijk van Nederland. Daardoor stapte Suriname uit het Koninkrijksstatuut.

## Samenstelling
In 1977 speelde een speergeldaffaire waarin Willy Soemita betrokken was. In december, kort voor de regeringswisseling naar het kabinet-Arron II, werd hij opgevolgd door Cornelis Ardjosemito.
In het kabinet hadden de volgende ministers zitting:
| Ministerie                                               | Minister / opvolger            | Partij | Leeftijd |
| -------------------------------------------------------- | ------------------------------ | ------ | -------- |
| Algemene Zaken; en Financiën (tevens premier)            | Henck Arron (1936-2000)        | NPS    | 37       |
| Districtsbestuur en Decentralisatie (tevens vicepremier) | Olton van Genderen (1921-1990) | NPS    | 52       |
| Onderwijs en Volksontwikkeling                           | Ronald Venetiaan (1936)        | NPS    | 37       |
| Opbouw                                                   | Michael Cambridge (1930-2015)  | NPS    | 43       |
| Openbare Werken en Verkeer                               | Achmed Karamat Ali (1930-2016) | NPS    | 43       |
| Arbeid en Volkshuisvesting                               | Frits Frijmersum (1939)        | PNR    | 34       |
| Economische Zaken                                        | Eddy Bruma (1925-2000)         | PNR    | 48       |
| Justitie en Politie                                      | Eddy Hoost (1934-1982)         | PNR    | 39       |
| Districtsbestuur en Decentralisatie (Binnenlandse Zaken) | Coen Ooft (1920-2006)          | PSV    | 53       |
| Volksgezondheid                                          | Mike Brahim (1928-2015)        | PSV    | 45       |
| Landbouw, Veeteelt en Visserij                           | Willy Soemita (1936-2022)      | KTPI   | 37       |
| Landbouw, Veeteelt en Visserij                           | Cornelis Ardjosemito (1947)    | KTPI   | 26       |
| Sociale Zaken                                            | André Soeperman (1929-1977)    | KTPI   | 44       |